# Самаркандский сельский округ
Самарка́ндский се́льский окру́г (каз. Самарқант ауылдық округі, ранее — Ле́нинский сельсове́т) — административная единица в составе Бухар-Жырауского района Карагандинской области Казахстана. Административный центр — село Самарканд.

## История
Постановлением Правительства Республики Казахстан от 23 мая 1997 г. № 865 «О мерах по реализации Указа Президента Республики Казахстан „Об изменениях в административно-территориальном устройстве Алматинской, Восточно-Казахстанской, Карагандинской и Северо-Казахстанской областей“», Самаркандский сельский округ вошёл в состав Бухар-Жырауского района. 

## Состав
| № | Населённый пункт | Тип населённого пункта       | Код КАТО  | Географические координаты       | Население, чел. (2021 г.) |
| - | ---------------- | ---------------------------- | --------- | ------------------------------- | ------------------------- |
| 1 | Самарканд        | село, административный центр | 354063100 | 50°06′39″ с. ш. 72°48′39″ в. д. | ↘1054                     |
| 2 | Тегизжол         | село                         | 354063200 | 50°05′01″ с. ш. 72°43′30″ в. д. | ↘193                      |
| 3 | Чкалово          | село                         | 354063300 | 50°05′41″ с. ш. 72°51′57″ в. д. | ↘272                      |

## Население
| Численность населения | Численность населения | Численность населения | Численность населения |
| 1989                  | 1999                  | 2009                  | 2021                  |
| --------------------- | --------------------- | --------------------- | --------------------- |
| 2200                  | ↘1841                 | ↗1904                 | ↘1519                 |